# کشتی سیاه

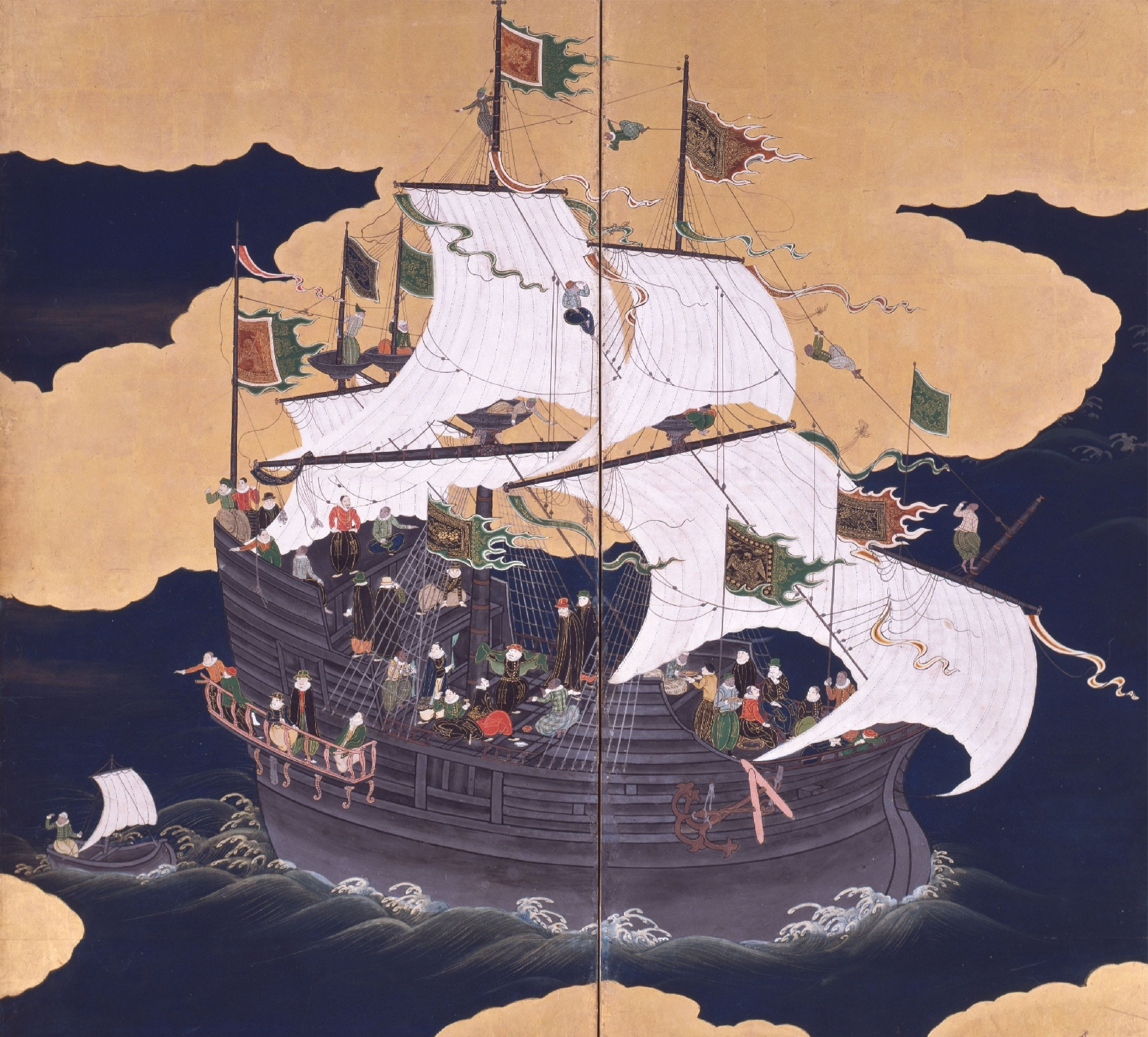

کشتی سیاه (به ژاپنی: 黒船, kurofune) نام داده شده به کشتی‌های غربی است که در طی قرون ۱۶–۱۹ میلادی در دوره ادو به ژاپن می‌آمدند.